# Expositie 40-45
Expositie 40-45 was een particulier museum aan de Veerweg 14 te Blitterswijck.
Het museum behandelde de Tweede Wereldoorlog en is gebaseerd op de verzamelingen van Harry Linders en Wim Weijs. In 1984 werd het museum geopend. De collectie groeide en een deel ervan staat in het naburige Oorlogsmuseum Overloon tentoongesteld, en wel de Fallschirmjäger-tentoonstelling, welke in 2008 werd geopend. In 2018 werd de Fallschirmjäger-tentoonstelling verplaatst naar een deel van Oorlogsmuseum Overloon met betere veiligheids- en klimaatomstandigheden, als onderdeel van de nieuwe permanente keldertentoonstelling Kantelpunt Europa.
Het museum was alleen op afspraak te bezoeken en is inmiddels gesloten. Een belangrijk aspect van het museum Expositie 40-45 waren de diorama's, bijvoorbeeld over de opkomst van het fascisme, D-Day, en een Britse observatiepost.